# Crawler (album de Idles)
Pour les articles homonymes, voir Crawler.
Albums de Idles
Ultra Mono
(2020) Tangk
(2024)
Crawler est le quatrième album studio du groupe anglais Idles, sorti le 12 novembre 2021 chez Partisan Records.

## Liste des titres
Toutes les chansons sont écrites et composées par Joe Talbot, Adam Devonshire, Jonathan Beavis, Lee Kiernan, and Mark Bowen.
| 1.  | MTT 420 RR              | 5:30 |
| 2.  | The Wheel               | 3:25 |
| 3.  | When the Lights Come On | 3:10 |
| 4.  | Car Crash               | 3:53 |
| 5.  | The New Sensation       | 4:13 |
| 6.  | Stockholm Syndrome      | 3:02 |
| 7.  | The Beachland Ballroom  | 4:00 |
| 8.  | Crawl!                  | 4:20 |
| 9.  | Meds                    | 3:56 |
| 10. | Kelechi                 | 0:30 |
| 11. | Progress                | 3:46 |
| 12. | Wizz                    | 0:30 |
| 13. | King Snake              | 2:54 |
| 14. | The End                 | 3:18 |

## Membres
- Joe Talbot – chant principal
- Mark Bowen – guitare solo
- Lee Kiernan – guitare rhythmique
- Adam Devonshire – guitare basse, chœurs
- Jon Beavis – batterie